# Era de Planck
Em cosmologia, a era de Planck, também chamada de época de Planck ou ainda período de Planck é o mais antigo período de tempo (o mais longínquo de nosso atual momento) na história do universo, entre zero e 10−43 segundos (um tempo de Planck), durante o qual as quatro forças fundamentais estavam unificadas (força nuclear fraca, força nuclear forte, eletromagnetismo e gravitação) e não existiam partículas elementares.
A mecânica quântica padrão diz que não tem sentido falar de intervalos menores que um tempo de Planck ou de distâncias menores que um comprimento de Planck, de modo que não podemos utilizar a mecânica quântica, ou qualquer outra teoria física atual, para prever qualquer evento. Em consequência, segundo as teorias físicas atuais, a história do universo é contada a partir do primeiro tempo de Planck. Igualmente, o volume do universo deve-se contar a partir do primeiro comprimento de Planck de diâmetro em lugar de zero. Para se estudar escalas menores que as de Plack, é necessário a adição de novas leis físicas, caso contrário, o universo começaria em uma singularidade de densidade infinita, indicando uma limitação das teorias nessas escalas muito pequenas, e não necessariamente um valor que descreva a realidade.
A era cosmológica seguinte é conhecida como Era da Grande Unificação. Na atualidade não se conhece uma teoria universalmente aceita, a teoria de tudo, que unifique a mecânica quântica e a gravidade relativista.